# Копа (Копинский сельский округ)
Копа (каз. Қопа) — село в Аягозском районе Абайской области Казахстана. Административный центр Копинского сельского округа. Код КАТО — 633461100.

## Население
В 1999 году население села составляло 1438 человек (737 мужчин и 701 женщина). По данным переписи 2009 года в селе проживало 1029 человек (539 мужчин и 490 женщин).